# Os Protegidos
Os Protegidos é uma série de televisão de ficção científica produzida pela Boomerang TV para a rede espanhola Antena 3 e transmitida originalmente entre Janeiro de 2010 e Junho de 2012. Combina drama, fantasia e uma das séries de revelação da temporada 2009 - 2010. A série é dirigida por Álvaro Ron, Javier Quintas, José Ramos Paíno e Alfonso Arandia, entre outros. Escrito por Ruth García, Darío Madrona (estações 1 e 2), David Lorenzo, David Oliva, Luis Gamboa, Alexandra Olaiz, Aurora Graciá, Carlos García Miranda, José Rueda e Diego Sotelo.
A série foi transmitida em Espanha na Antena 3, Neox e no canal pago Comedy Central. Foi transmitida no Neox aos sábados e domingos às 15 horas. Em Portugal a série foi transmitida na SIC e nos canais de cabo Syfy e SIC K.

## A série
Um grupo de pessoas finge ser uma família, o Castillo Rey, a fim de escapar a uma organização estranha que os procura chamada o Clã dos Elefantes. A razão não é outra senão os poderes sobrenaturais de muitos dos seus membros. Sob os cuidados de Mario (Antonio Garrido), um pai viúvo com certas inseguranças, e Jimena (Angie Cepeda), uma mãe que sofreu o rapto da sua filha Blanca às mãos do Clã dos Elefantes: A rebelde Culebra (Luis Fernández Estébanez) dotada do dom da invisibilidade; Sandra (Ana Fernández García) possuía uma energia eléctrica; Carlos (Daniel Avilés), filho de Mario que domina a telecinesia; Lucía (Priscilla Delgado), uma órfã capaz de ler os pensamentos dos outros e de transmitir os seus; Lucas (Mario Marzo), um adolescente que se pode transformar em outras pessoas. Agora devem viver juntos como se fossem uma família, enquanto escondem o seu segredo e procuram uma forma de resgatar Blanca.

### Primeira temporada
A série começa com o rapto de Blanca, uma rapariga que consegue ver o futuro, e os esforços da sua mãe Jimena para a encontrar. A sua mãe recupera a esperança quando Silvestre a contacta, afirmando saber a razão pela qual a menina foi raptada. Um novo mundo se abre diante dela, um mundo de crianças com poderes sobrenaturais perseguidas pelas pessoas que raptaram a sua filha e sem outros sonhos a não ser o de levar uma vida normal. Como o destino o desejaria, ela conhece Mario e o seu filho telecinético Carlos, bem como outras crianças com capacidades extraordinárias: a Sandra eléctrica e tímida, a invisível e rebelde Culebra e Lucía, a filha adoptiva de Silvestre com poderes telepáticos. O assassinato deste último é o ponto de partida para a fuga deste grupo de personagens para Valle Perdido, a aldeia onde o assistente social pretendia encontrar a resposta às suas perguntas. A chegada de Lucas, um adolescente retirado que foge de tal organização, junta-se à "família" Castillo Rey, que tentará parecer normal perante os seus conhecidos enquanto aprende a viver juntos e guarda o segredo de não suscitar as suspeitas dos seus vizinhos e senhorios, os Ruanos. Mesmo com esta discrição, colocam-se inconscientemente na mira de dois professores da escola onde as crianças estudam, Andrés e Nuria, que vigiam de perto os seus movimentos, plenamente conscientes do seu segredo. Descobrir as suas intenções é um dos objectivos da nova "família" quando descobrem que o par de professores não é o que parece ser.

### Segunda temporada
A segunda temporada começa onde terminou a primeira, com Mario e Jimena a fazerem descobertas reveladoras sobre os seus observadores Andrés e Nuria. A intervenção destes dois demonstra ser decisiva para salvar a vida de Mário, pois revelam que estão no Valle Perdido pelas mesmas razões que os Castillos. Os dois professores, a fim de proteger a filha de Andrés, Elena, são obrigados a abandonar a aldeia quando a polícia encontra o cadáver do sogro do professor principal que morre devido ao poder da rapariga.
As investigações de Jimena e Mario para encontrar o segredo dos poderes das crianças introduzirão Ana, uma agente imobiliária que parece saber mais sobre o assunto do que qualquer outra pessoa e tentará dissuadir os Castillo's de continuarem as suas buscas, mantendo os seus filhos (Leo e Hugo, colegas de escola dos jovens membros da família) afastados do assunto, não conseguindo impedir Leo de fazer as suas descobertas. A fuga que ela planeia com o marido quando o seu esconderijo é descoberto pelo povo do pai é cancelada quando o seu primogénito se envolve de tal forma que será impossível para ela sair dela.
Na vida da família Castillo entra um novo personagem Anjo que chega na companhia de Sandra tendo escapado de um dos covardes do misterioso Clã dos Elefantes. O recém-chegado consegue conquistar os membros, excepto para Culebra, que desconfia dele desde o início. A sua intuição não podia ser mais correcta, pois as intenções de Angel são entregar Carlos e Lúcia ao grupo liderado pelo sinistro Pai, mas não antes de consumar a sua vingança pessoal contra o seu irmão mais velho, a quem ele culpa pelo destino deles. O que o infiltrado não prevê é apaixonar-se por Sandra, e é por isso que considera não matar Culebra. Chega o dia em que Culebra já não suporta a sua desconfiança em relação ao infiltrado, decide contar à sua família e Mario, ao saber disto, decide perguntar a Lucía. A pressão recai sobre a menina e embora ela conhecesse as intenções de Angel, ela tinha medo que ele destruísse o que eles tinham conseguido e ela mente dizendo "caí a brincar", por isso Culebra decide partir. Mas quando ela chega a casa do Pai passa a noite com Nieves (outra rapariga com poderes) e diz-lhe que conhece Angel. Quando recebe a notícia deixa a casa do pai, mas o que não sabe é que tem um chip localizador inserido no seu corpo. Na escola, no dia do festival nocturno do fogo, o pai conhece a Jimena. Ela vê a filha e quere-a de volta, mas o pai diz-lhe que tem de a trocar por Lúcia. Quando ele fala com Mario na sala, Lúcia lê a sua mente e decide partir para não ver Jimena mais triste. Eles vão salvar Blanca e têm sucesso, mas há um momento trágico: a morte do Anjo/Víctor nos braços de Culebra. O resgate de Blanca é um dos pontos altos desta temporada; contudo, a alegria de Castillo está seriamente ameaçada por uma das visões da filha de Jimena.

### Terceira temporada
Muitas coisas mudam na família Castillo na terceira e última temporada da série. A fuga apressada dos seus membros, motivada pela visão ameaçadora de Blanca, termina com o adeus de Jimena e da sua filha, que abandonam o resto da família com a confiança de salvar as suas vidas. A morte inesperada do pai faz com que o resto da família se sinta novamente segura, regressando ao que tem sido a sua casa durante o último ano.
No entanto, o perigo não desaparece com o que eles acreditaram ser o seu principal inimigo. Mãe, o chefe da organização sai das sombras para liderar um plano desonesto para se apoderar dos filhos especiais da família e, ao mesmo tempo, eliminar os seus principais obstáculos. Para atingir este objectivo, ela envia Martín, um dos seus capangas mais eficazes, e Michelle, outra rapariga especial, ao Valle Perdido. Da capa da cafetaria que abrem, fazem tudo o que podem para quebrar a unidade familiar Castillo.
Apesar de não estar consciente da ameaça que paira sobre eles, a família tem, sem saber, um novo aliado. Esta é Julia, a nova directora da Escola Astoria que, enviada por uma organização que procura o bem-estar de crianças especiais, lutará para impedir que a Mãe siga o seu caminho. Isto não será fácil, pois ela terá de ganhar a confiança de Mário e companhia sem que eles suspeitem do que realmente veio fazer à cidade. Será com ela que Mario voltará a sentir amor após a partida de Jimena.
Como diz o subtítulo desta terceira temporada, a investigação para descobrir a origem dos poderes das crianças é uma das principais parcelas da temporada. Primeiro Culebra, depois Sandra retoma o trabalho iniciado pela Jimena para descobrir o que causou a sua natureza actual enquanto tentava levar a uma conclusão bem sucedida a sua já complicada relação. Alguns anos antes, a busca do cientista Humberto Redondo por uma cura para a doença do seu filho é o que resulta no nascimento de um soro fisiológico para tratar doenças cardíacas cujos efeitos secundários residem no desenvolvimento de poderes sobrenaturais; usado irresponsavelmente por Ana, a sua estudante de medicina, para tratar os seus pacientes. Um soro cuja produção depende de uma planta que se tornará objecto de pesquisa pelos lados opostos.
Um incidente na casa da sua família na floresta também leva Leo a desenvolver poderes especificamente relacionados com o controlo do tempo. Ele descobre o segredo da família Castillo e reforça a sua amizade com Culebra e Sandra num momento delicado em que tem de lidar com o súbito desaparecimento dos seus pais. Contudo, o uso das suas capacidades deixa-o com efeitos físicos de tal magnitude que, sob o engano, é confrontado com o dilema de escolher entre a sua vida e a sua lealdade para com os seus amigos.
À medida que a série se aproxima do fim, o momento do confronto final entre a família Castillo e os seus aliados contra a organização da Mãe aproxima-se cada vez mais. O resultado final determinará se serão ou não capazes de realizar o seu sonho de uma vida pacífica sem ter de fugir ou esconder-se.

## Transmissão internacional e adaptações
Também se expandiu internacionalmente, sendo vendido para Argentina, China, Chile, França, Portugal e Uruguai.
Além disso, a série adaptou-se:
- Na Turquia, em 2013, o canal Fox fez a sua própria versão intitulada Sana Bir Sır Vereceğim (Vou contar-vos um segredo).[5]
- No México, o canal Las Estrellas, em 2019, fez a sua própria versão intitulada Los elegidos.[6]